# Luinodiscus cupreus
Luinodiscus cupreus är en snäckart som först beskrevs av Cox 1868.  Luinodiscus cupreus ingår i släktet Luinodiscus och familjen Charopidae. Inga underarter finns listade i Catalogue of Life.